# Хребет Ломоносова

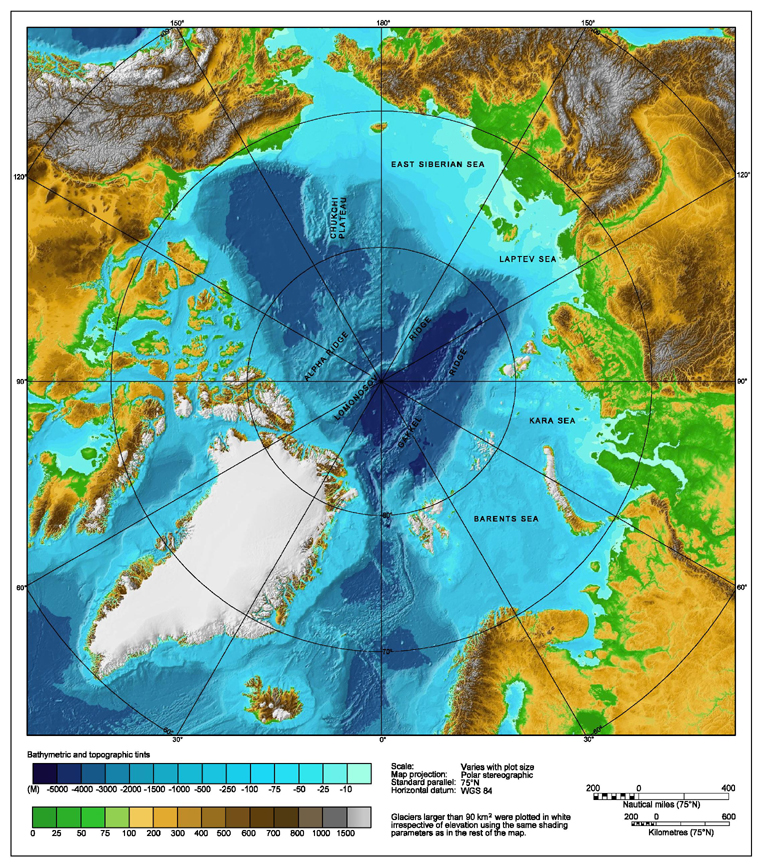
Рельєф дна Північного Льодовитого океану

88°1′53″ пн. ш. 133°36′59.12″ сх. д. / 88.03139° пн. ш. 133.6164222° сх. д.
Хребет Ломоносова — підводний хребет у Північному Льодовитому океані, між Новосибірськими островами та островом Елсмір у Канадському Арктичному архіпелазі. Довжина приблизно 1800 км, ширина від 60 до 200 км. Висота над рівнем дна океану 3300—3700 м, мінімальна глибина над хребтом — 954 м. Відкритий у 1948 році радянською високоширотною повітряною експедицією Північ-2 та названий на честь М. В. Ломоносова. Схили урвисті, розчленовані каньйонами та вкриті товстим шаром піщаного мулу.

## Спір про приналежність
За приналежність хребта борються Данія, Канада та Росія.
Право приналежності дозволить видобувати корисні копалини в цьому регіоні. Комісія ООН по кордонам континентального шельфу дистанціюється від політики і строго притримується наукової точки зору відповідно до конвенції ООН з морського права (стаття 76, параграф 8), тому претенденти на цей хребет повинні довести, що він є продовженням їхньої території. Арбітражна група ООН із 21 члена розглядає конкуруючі позови, зосереджені на Хребті Ломоносова.
Російські вчені в 2001 році пред'явили свій перший позов, але він був відхилений через відсутність наукових доказів. В 2015 році вони повторили свою спробу і в 2019 році комісія ООН постановила, що зовнішній кордон Хребта Ломоносова геологічно аналогічний континентальній частині Росії, а саме архіпелагу Нова Земля та Земля Франца-Йосифа.
Канада в 2013 році подала позов про розширення своїх прав на континентальному шельфі, але пізніше відізвала його. В 2019 році вона пред'явила розширений позов, який вміщував в собі претензії на північний полюс, рішення по якому не винесено ще досі.
В той час, як Канада і Росія претендують на території до північного полюса, Данія наполягає на тому, що весь хребет є продовженням Гренландії і заявляє на свої права на територію, аж до виключної економічної зони Росії. В 2014 році вона висунула відповідну претензію, але і вона також знаходиться на розгляді.
До тих пір, коли не будуть представлені більш вагомі докази, Хребет Ломоносова буде канадським, російським і данським одночасно. Риторика, яка використовується у заявах теж є предметом обговорення.